# L'Homme de marbre
Pour plus de détails, voir Fiche technique et Distribution.
L'Homme de marbre (Człowiek z marmuru) est un film polonais réalisé par Andrzej Wajda, sorti en 1977,,.

## Synopsis
Le film retrace l'ascension puis la disgrâce d'un maçon stakhanoviste des années cinquante, Mateusz Birkut, à travers l'enquête d'une jeune réalisatrice de la télévision, Agnieszka, qui souhaite connaître la vérité sur cet ancien héros. Contre l'avis de ses directeurs d'étude, elle persiste à retrouver les traces de Mateusz Birkut, notamment des archives filmées ou encore une statue de  lui en marbre (inspirant le titre du film) au musée national de Varsovie, puis des personnes qui l'ont connu, cherchant à se rapprocher petit à petit de son mystérieux destin. C'est dans le cadre de la construction de la ville nouvelle de Nowa Huta, proche de Cracovie, que Mateusz Birkut devient un symbole héroïque du travailleur. Wajda nous transporte ainsi d'une époque à l'autre, montant  d'authentiques films d'archives, en composant lui-même d'autres, autour d'une trame principale, l'enquête d'Agnieszka, en 1976,.

## Fiche technique
- Titre : L'Homme de marbre
- Titre original : Człowiek z marmuru
- Production: Zespół Filmowy X
- Réalisation : Andrzej Wajda
- Scénario : Aleksander Ścibor-Rylski
- Musique : Andrzej Korzynski
- Photographie : Edward Kłosiński
- Montage : Halina Prugar-Ketling
- Décors : Wojciech Majda et Allan Starski
- Costumes : Wieslawa Konopelska et Lidia Rzeszewska
- Pays d'origine :  Pologne
- Langue : Polonais
- Genre : Film dramatique
- Durée : 160 minutes
- Date de sortie : 1977

## Distribution
- Jerzy Radziwilowicz (VF : Jean Barney) : Mateusz Birkut / Maciej Tomczyk (fils de Birkut)
- Krystyna Janda (VF : Béatrice Delfe[5]) : Agnieszka
- Tadeusz Łomnicki : Jerzy Burski, réalisateur
- Jacek Łomnicki : Burski (jeune)
- Krystyna Zachwatowicz : Hanka Tomczyk
- Michał Tarkowski : Witek
- Piotr Cieślak : Michalak
- Wiesław Wójcik : secrétaire
- Wiesław Drzewicz : mari de Hanka Tomczyk
- Magda Teresa Wójcik : éditeur
- Zdzisław Kozień : père d'Agnieszka
- Kazimierz Kaczor : colonel
- Ewa Ziętek : secrétaire
- Dorota Stalińska : photojournaliste
- Irena Laskowska : employé du musée national
- Jerzy Moniak : ingénieur Moniak, adjoint de Witek
- Krzysztof Kiersznowski : ouvrier
- Bogusław Sobczuk : rédacteur de télévision
- Elżbieta Borkowska : fille blonde

## Récompenses et distinctions
- 1978 : Prix FIPRESCI (Festival de Cannes)[6]

## Musique
Le morceau d'Arp Life, Jumbo Jet revient de manière récurrente. 

## Autour du film
- Ce film a pour suite L'Homme de fer, qui obtiendra la palme d'or au Festival de Cannes 1981[1].